# Kuros z Dipylonu
Kuros z Dipylonu – fragmentarycznie zachowana starożytna grecka rzeźba marmurowa z okresu archaicznego, znaleziona w 1916 roku w pobliżu Bramy Dipylońskiej w ateńskiej dzielnicy Keramejkos. Znajduje się w zbiorach Narodowego Muzeum Archeologicznego w Atenach.
Z wykonanego w marmurze wyspiarskim posągu zachowała się tylko wysoka na 0,44 m głowa oraz dłoń długości 0,28 m. Na podstawie ich wymiarów szacuje się, że kolosalnych rozmiarów rzeźba mierzyła około 3 metrów wysokości. Czas powstania rzeźby datowany jest na końcówkę VII wieku p.n.e. Przypuszczalnie był to pomnik nagrobny zmarłego przedwcześnie młodzieńca lub pochodząca ze świątyni rzeźba o charakterze kultowym.
Głowa posągu zachowała się z ubytkami, brakuje podbródka, ust i nosa, zaś czoło, twarz i prawe oko posiadają wyszczerbienia. Długa, owalna twarz odznacza się wysokim czołem, dużymi oczami o migdałowatym kształcie oraz wyraźnie zarysowanymi łukami brwiowymi. Przytrzymywane opaską włosy opadają półkoliście z tyłu głowy. Uszy postaci przypominają swoim kształtem woluty kapitelu jońskiego, co stanowi przykład schematyzacji i dekoracyjności rzeźby w sztuce okresu archaicznego.